# スコントローネ
スコントローネ（イタリア語: Scontrone）は、イタリア共和国アブルッツォ州ラクイラ県にある、人口約600人の基礎自治体（コムーネ）。

## 地理

### 位置・広がり

#### 隣接コムーネ
隣接するコムーネは以下の通り。括弧内のISはイゼルニア県（モリーゼ州）所属を示す。
- アルフェデーナ
- バッレーア
- カステル・ディ・サングロ
- モンテネーロ・ヴァル・コッキアーラ (IS)
- ロッカラーゾ

## 特筆すべき事項
2021年に、イタリアの郵便局であるポステ・イタリアーネが当地にATM(postamat)を設置したことで有名になった。